# Буторин, Николай Дмитриевич
Николай Дмитриевич Буторин (7 декабря 1934 — 10 апреля 2013) — заслуженный художник РСФСР  (1982), выдающийся мастер-косторез холмогорской резной кости. Лауреат Государственной премии РСФСР имени И. Е. Репина (1976) за создание высокохудожественных произведений народного искусства. Автор методологии и практики преподавания косторезного искусства в средних и высших учебных заведениях. Работы Николая Буторина представлены в 14-ти музеях России и Украины, в том числе Архангельском музее изобразительных искусств Русском музее, Государственном историческом музее, Всероссийском музее декоративно-прикладного и народного искусства, Музее народного искусства НИИ художественной промышленности, а также в частных коллекциях.
Николай Буторин является одним из мастеров, создавших и развивших в первой половине XX века новое направление в косторезной технике — гравюру по кости. В своей серии ваз, Николай Буторин использует только гравировку. Его работы отражают события истории Русского Севера, а изображенные на них птицы и животные среди крупных фантастических цветов и деревьев, восходят к традициям русской народной живописи.

## Биография
Родился 7 декабря 1934 года в селе Долгощелье Мезенского района Архангельской области. Окончил Ломоносовскую художественную школу резьбы по кости (1952), Московский полиграфический институт (1960, заочно).
Член Союза художников СССР (1967). Заслуженный художник РСФСР (1982). Профессор кафедры пластических искусств Высшей школы народных искусств.
В 1952—1953 и 1962—1986 годах работал на фабрике резьбы по кости села Ломоносово.
Участник множества выставок, таких как: «Советский Север» (1964—1984), «Художники Севера» (Мурманск, 1989), «Российский Север» (Киров, 1998; Вологда 2003), «Советская Россия» (Москва, 1965—1985), «Современное народное искусство Севера» (Архангельск, 1985), «Россия-9» (Москва, 1999), а также выставки «Холмогорская резная кость», проходившей в выставочном зале Историко-мемориального музея М. В. Ломоносова.
Жена — Лилия Михайловна. Есть дети.
Погиб при пожаре в собственном доме в деревне Разлог Ломоносовского сельского поселения Холмогорского района Архангельской области, в ночь с 9 на 10 апреля 2013 года, в возрасте 78 лет.

## Произведения
- Скульптура малых форм «Возвращение» — 1969.
- Ларец «Ярославна» — 1984—85.

Кубки:
- «Пётр I» — 1975. Холмогоры[7].
- «Лесные мотивы» — 1977.
- «Звероводы» — 1982.

Вазы:
- «Весна» — 1969—1970[8].
- «Основатель русского флота» — 1975
- «Космос» — 1977
- «Баллада о Севере» — 1979. Бивень мамонта; ажурная, рельефная, объёмная резьба.
- «Спирали» — 1982.
- «Океан» — 1983.
- «Единство» — 1982[10].
- Комплект ваз «Поход князя Игоря» — 1985.  Шкатулки:
- «Космонавт и стрелец» — 1986.
- «Стрелец и космонавт» — 1980.